# Mercedes-Benz Classe E Coupé et Cabriolet (Type 207)
La Mercedes-Benz Type 207 (désignation commerciale Classe E coupé ou Classe E cabriolet) est un modèle de voiture de tourisme haut de gamme construit par le constructeur automobile allemand Mercedes-Benz, produit de 2009 à 2017.
Elle remplace la Classe CLK Type 209 et elle était disponible en coupé (C 207) et en cabriolet (A 207). Les versions berline et break formaient, sous les noms de W 212 et S 212, la Type 212 indépendante.

## Histoire
La Classe E coupé a été présentée en mars 2009 au Salon international de l'automobile de Genève et a été disponible en concession dès le 9 mai. La Classe E cabriolet a été disponible dès le 27 mars 2010 ; l'introduction était initialement prévue pour l'automne 2009, mais cette date a été repoussée de quelques mois en raison de la crise économique. Le coupé était annoncé avec le slogan « Classe E coupé. Objet de désir » et le cabriolet avec « Classe E cabriolet. Ne suivez pas un courant, réglez-le. » En janvier 2013, les versions révisées des variantes coupé et cabriolet ont été présentées, elles ont été lancées le 18 mai 2013.
Comme pour la Classe CLK, qui était entièrement basée sur le plancher de la Classe C alors actuelle et qui n'était que visuellement basée sur la Classe E, le plancher de la Classe C a continué d'être utilisé pour la Type 207. D'un point de vue technique, seulement environ 60 % du coupé provenait de la Classe E berline. Le reste provenait de la Classe C Type 204. Cela se voit, par exemple, dans le fait que seules les variantes de châssis de la Classe C étaient disponibles et que la suspension pneumatique Airmatic était exclusivement réservée à la berline et au break Type 212.
La Classe E coupé a un valeur cX de 0,24 et était donc l'un des véhicules de production les plus aérodynamiques au monde à l'époque, derrière la Mercedes-Benz Classe CLA et la General Motors EV1.

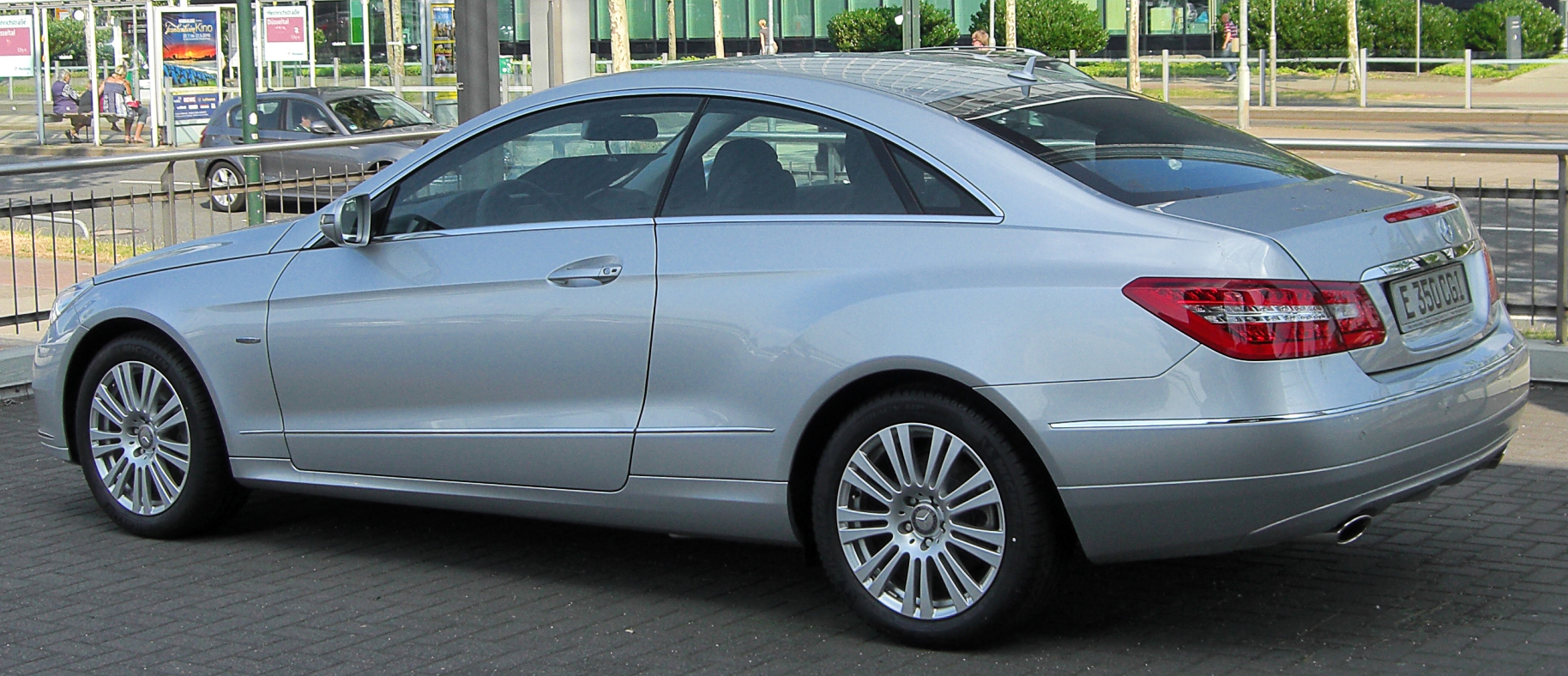
Vue arrière
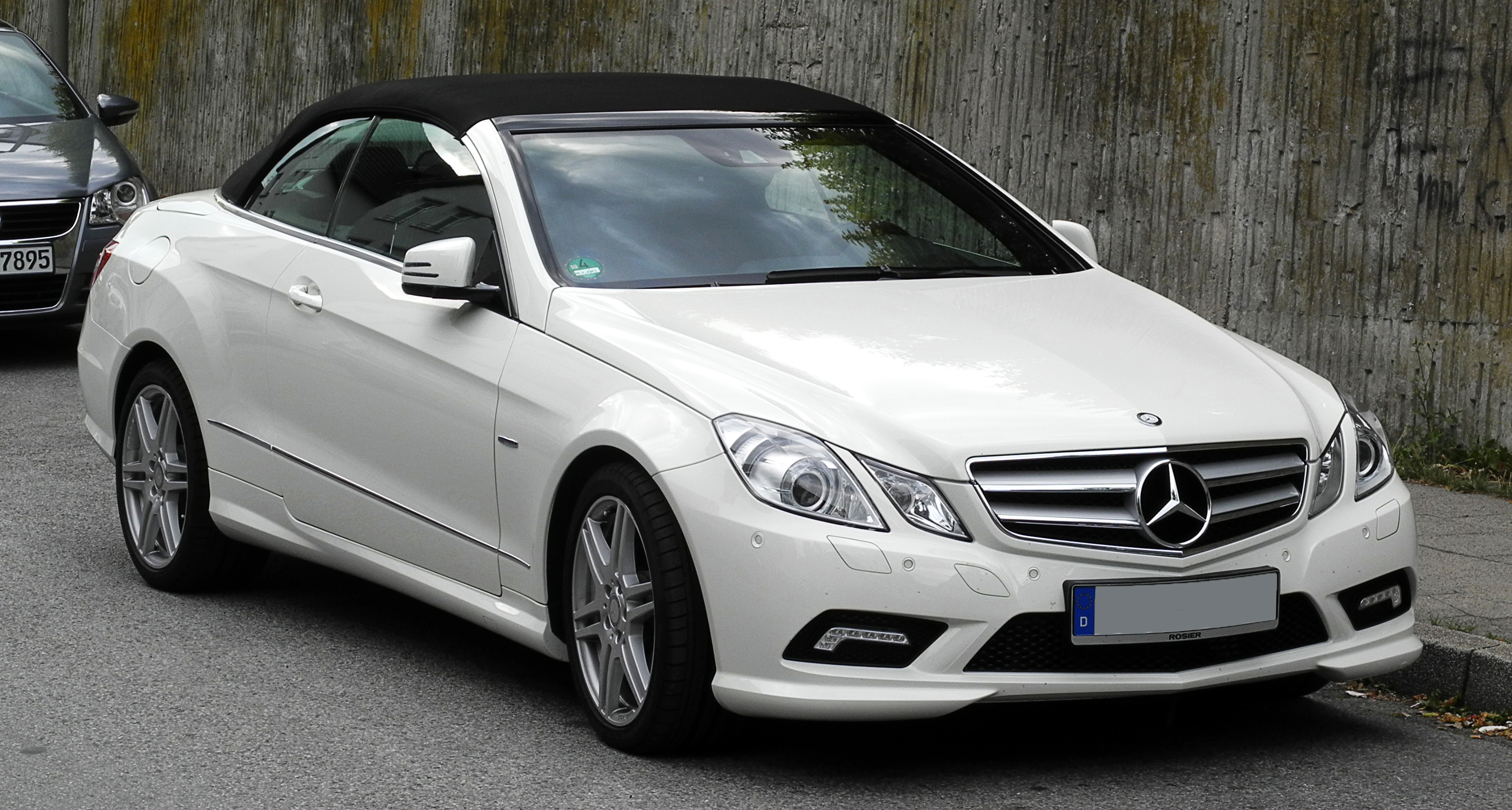
E 250 CGI BlueEFFICIENCY cabriolet avec finition sport AMG (2010–2011).
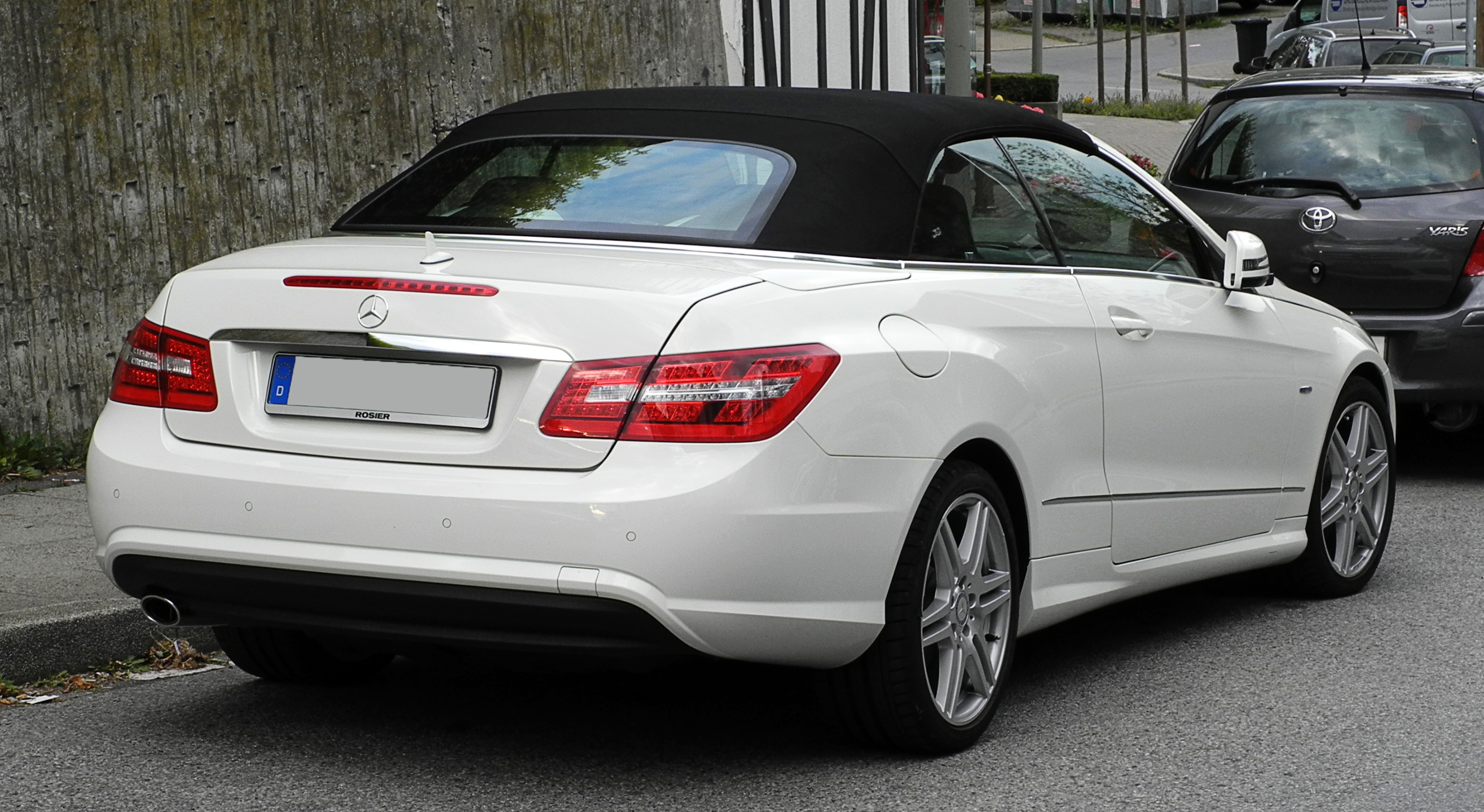
Vue arrière.
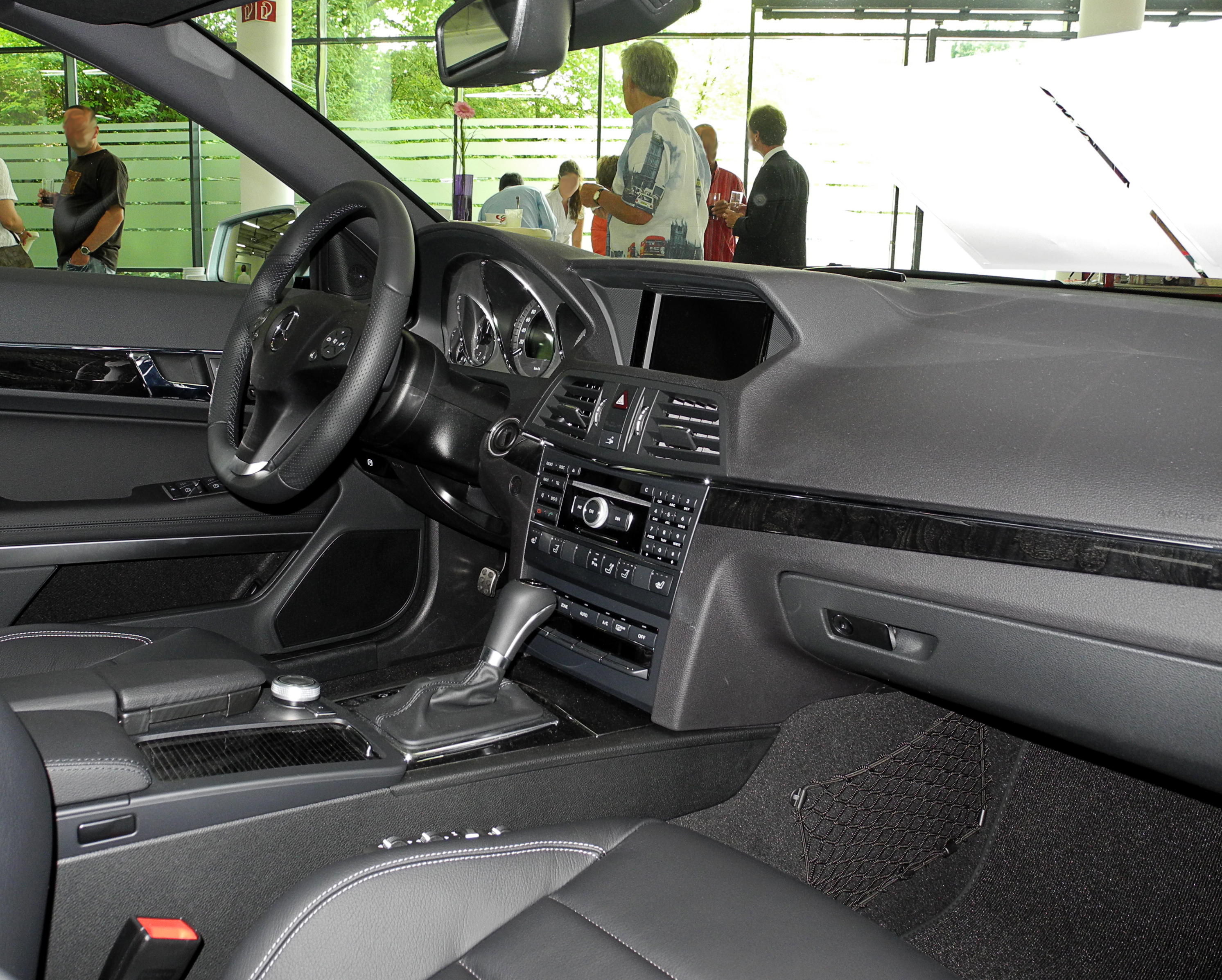
Tableau de bord.

## Changements au cours des années modèles

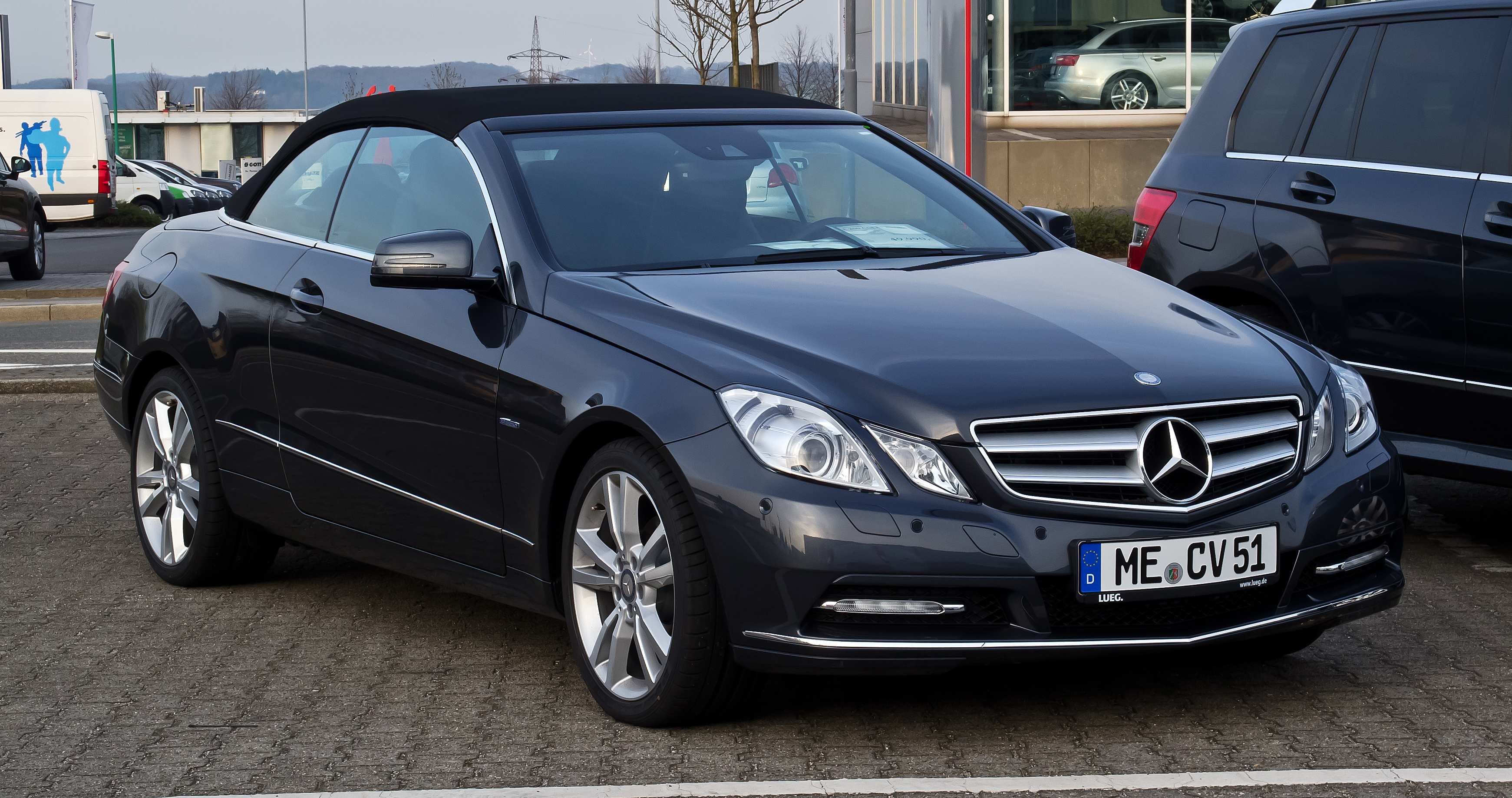
Mercedes-Benz E 200 BlueEFFICIENCY cabriolet (2011–2013).

Sur les modèles de décembre 2010, les feux diurnes à LED ont été remplacés par une barre à LED et le design a ainsi été adapté à celui de la berline et du break (voir ci-dessus). La précédente forme des feux diurnes en « boomerang » a été installée jusqu'en juin 2011. La finition sport AMG a reçue une bande LED au design spécifique. Le cabriolet a reçu une autre variante de capote de couleur rouge. À partir de janvier 2011, la finition sport Exterieur, connue de la berline et du break, est également disponible pour le coupé et le cabriolet. À partir d'avril 2011, les véhicules ont reçu le volant de la Classe CLS.
Tous les coupés et cabriolets produits à partir d'octobre 2011 étaient équipés de série de feux de jour à LED. Le 1er juin 2013, les Classe E coupés et cabriolets rénovés ont été introduits. À partir d'octobre 2013, le coupé est disponible avec, en option, la transmission intégrale 4Matic. Celle-ci est réservée à la E 350 coupé.
Pour les modèles de l'année 2015, qui ont été livrés à partir de septembre 2014, les E 300 et E 350 ont été abandonnées. Seul la E 350 4MATIC coupé est restée. La nouvelle E 320 avec un moteur essence V6 de 3,0 litres et une puissance de 200 kW (272 ch) a remplacé les deux variantes qui n'étaient plus disponibles. Dès lors, la E 500 respecte la norme antipollution Euro 6. Cela s'appliquait également aux modèles à moteurs diesel quatre cylindres, qui devaient être convertis à la technologie BlueTEC. La transmission automatique 9G-Tronic à neuf rapports était disponible en option pour les E 220 BlueTEC et E 250 BlueTEC, qui était désormais également de série pour la E 350 BlueTEC, qui avait une augmentation de puissance de 5 kW (8 ch).

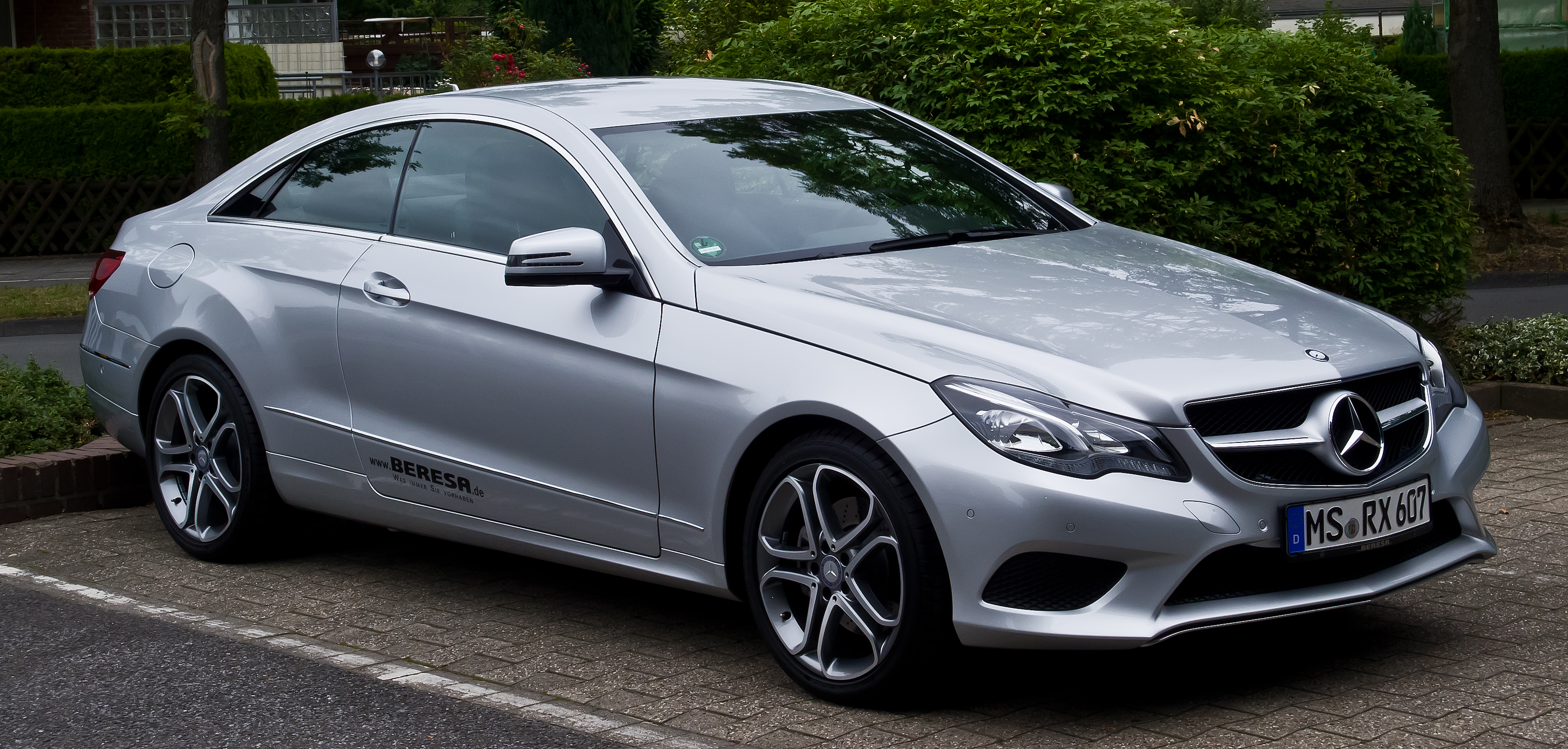
E 200 coupé avec finition sport Exterieur (à partir de 2013).
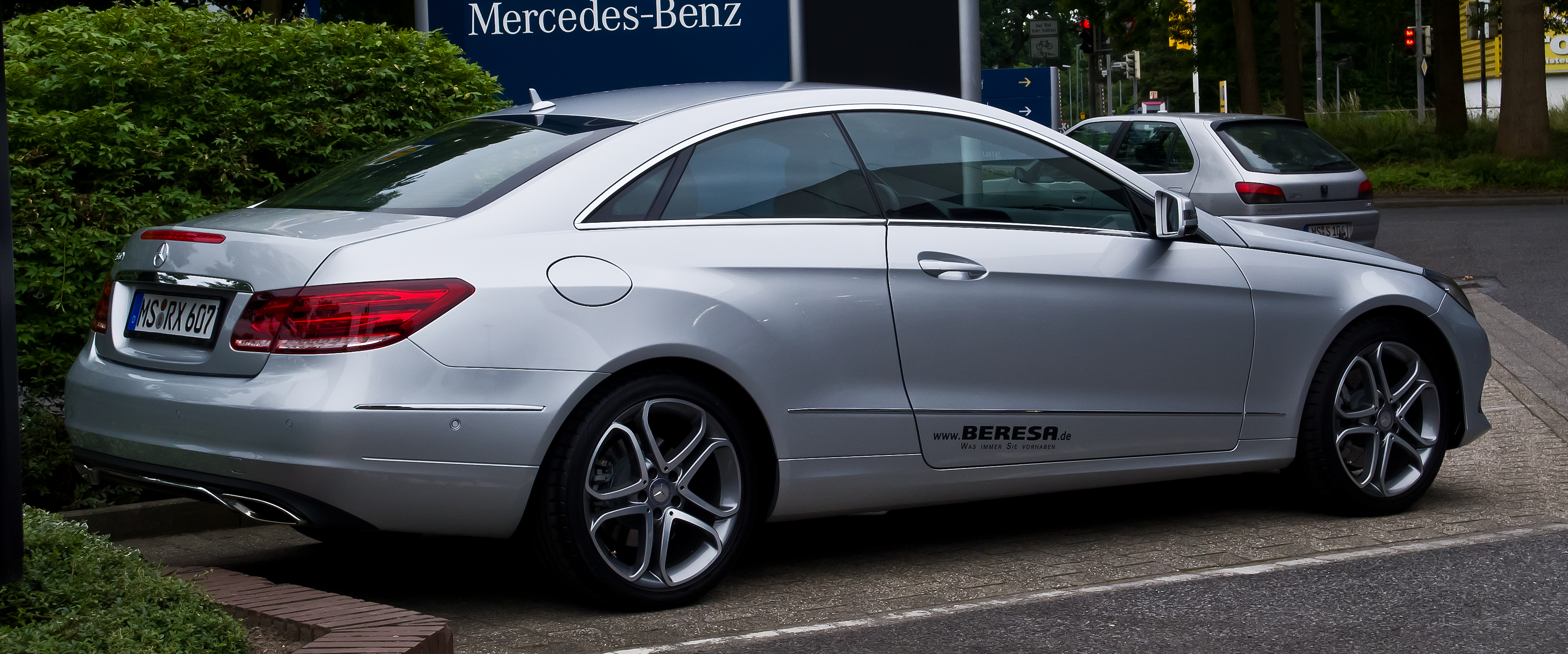
E 200 coupé avec finition sport Exterieur (vue arrière).
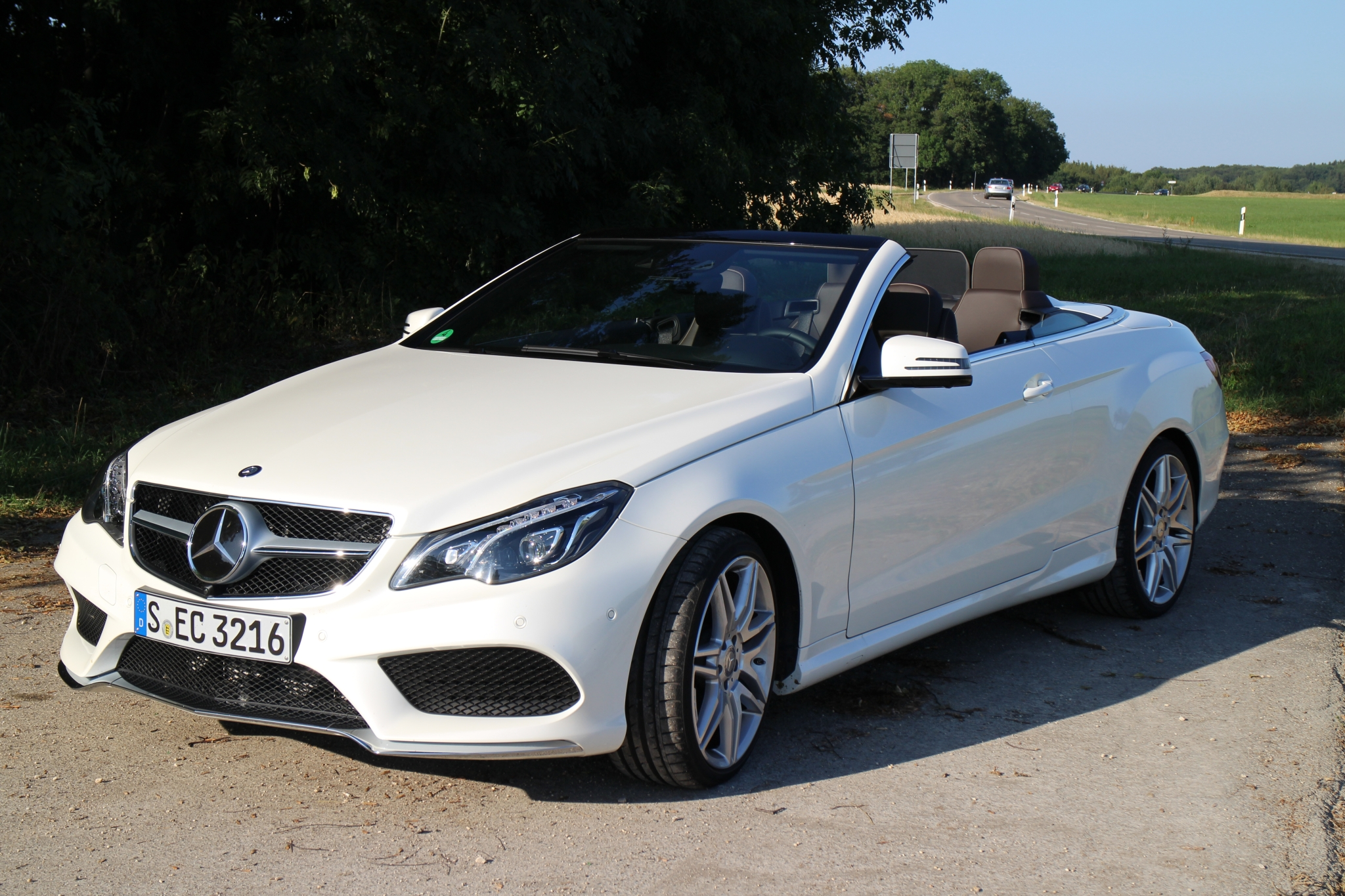
E 250 cabriolet (à partir de 2013).
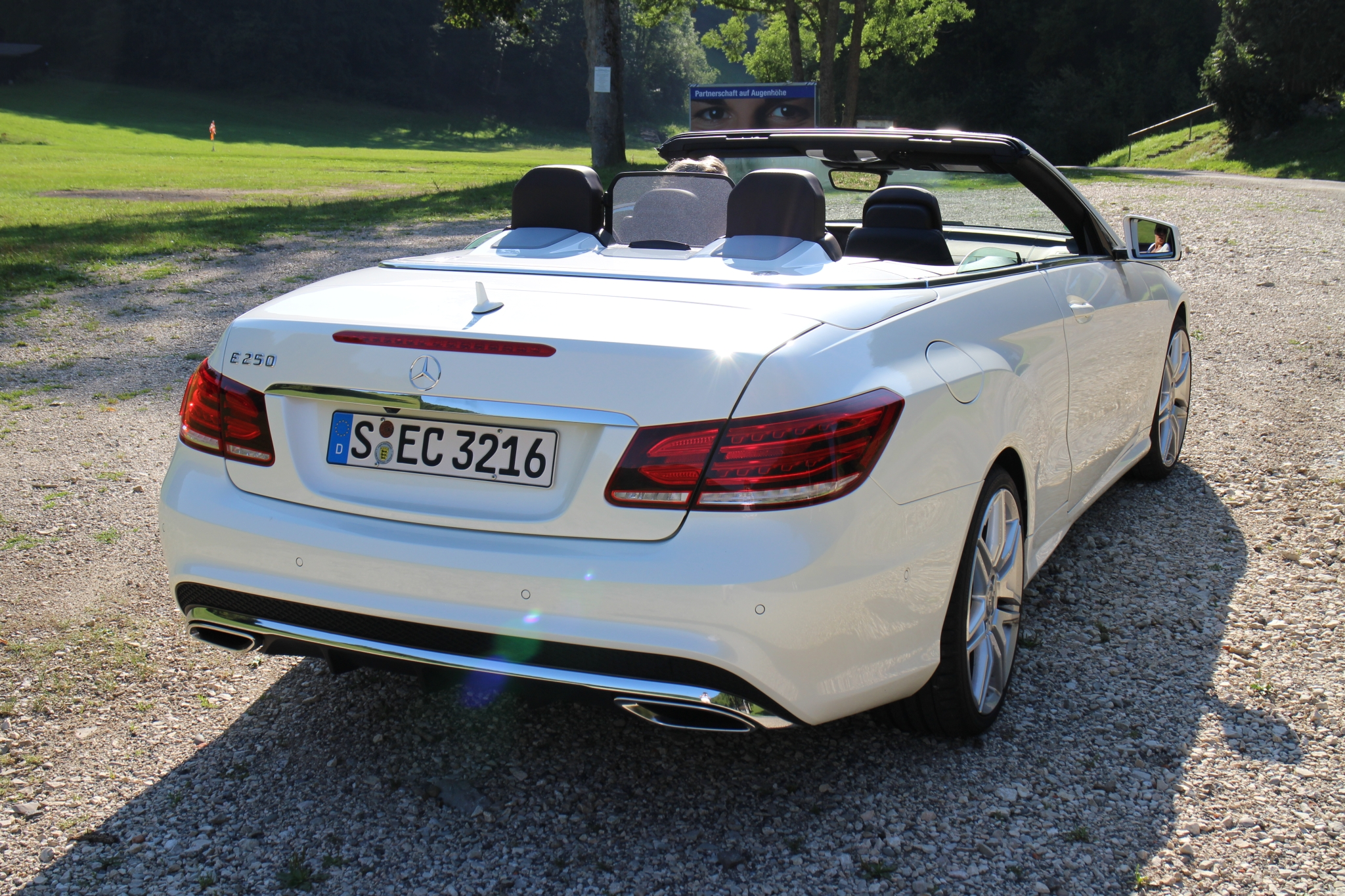
E 250 cabriolet (vue arrière).

## Équipement standard
L'équipement standard a des caractéristiques presque identiques à ceux de la berline et du break. Une différence est que tous les feux arrière, y compris les clignotants, sont dotés de la technologie LED. Les caractéristiques standard du coupé et du cabriolet comprennent le châssis Agility Control avec système d'amortissement sélectif, les ceintures de sécurité avec le système Easy Entry pour les sièges avant, dans lequel l'ensemble du siège avant peut être avancé afin que les passagers arrière puissent entrer et sortir plus facilement. Les sièges arrière sont deux sièges individuels, entre les sièges se trouve un repose-bras avec un porte-gobelet. La voiture est équipée de série de jantes de 17 pouces en alliage léger à neuf rayons doubles (à l'exception de la E 500 qui a des jantes de 18 pouces à cinq rayons), de baguettes décoratives chromées tout autour, d'un volant à trois branches et d'un levier de vitesses recouvert de cuir nappa.
Les lignes d'équipement Elegance et Avantgarde concernent uniquement l'intérieur du coupé et du cabriolet et proposent différents types de sellerie et de cuir ainsi que des panneaux décoratifs. La finition sport Exterieur, disponible depuis début 2012, comprend non seulement un tablier avant et arrière et des jupes latérales au look de la finition sport AMG, mais également des jantes de 18 pouces en alliage léger à cinq rayons, des disques de frein avant plus grands et perforés et la suspension Direct Control plus sportive avec carrosserie abaissée. La finition sport AMG comprend des jantes de 18 pouces en alliage léger à six rayons doubles, un style AMG à l'avant et à l'arrière et sur les jupes latérales, un volant AMG, des pédales en aluminium brossé, des disques de frein larges et perforés, une direction sport sensible à la vitesse, des sièges multicontours et un ciel de toit noir. La Classe E cabriolet est le premier cabriolet à disposer de ce que l'on appelle un chapeau d'air, qui se compose essentiellement de deux parties : un déflecteur d'air qui peut être relevé de six centimètres au-dessus du pare-brise et un déflecteur d'air réglable en trois directions entre les appuie-tête des sièges arrière. De plus, le chauffage du cou connu sous le nom d'Airscarf est intégré aux appuie-tête des sièges avant. Cela signifie qu'à des vitesses allant jusqu'à 160 km/h, la chaleur reste à l'intérieur et pratiquement aucune turbulence ne se produit.

## Technologie de sécurité
La Classe E assumera le rôle de pionnier en matière de sécurité. Un grand nombre de systèmes d'aide à la conduite, de nombreux éléments de sécurité passive et une protection avancée des piétons font leur entrée dans la Classe E.
Un habitacle extrêmement stable, en particulier dans la zone des côtés du véhicule, des airbags frontaux, qui se déclenchent en deux temps selon la gravité du choc, des airbags latéraux, des airbags de fenêtre, des airbags pour genoux et, pour la première fois, des airbags pelviens (introduits par Mercedes sous le nom de Pelvisbag), un capot actif, qui se surélève de 50 mm en cas d'accident avec un piéton, offrant ainsi au piéton une zone de chute plus grande et moins violente, un système Pre-Safe (système anti-collision) amélioré avec fermeture automatique des vitres latérales et, si nécessaire, du toit ouvrant et le système d'avertissement de somnolence Attention Assist sont inclus en standard.
Les technologies de sécurité peuvent être étendues avec de nombreuses options supplémentaires, qui sont décrites plus en détail ci-dessous, telles qu'une fonction de freinage d'urgence automatique, un radar de régulation de distance Distronic amélioré, une assistance au freinage d'urgence BAS Plus piloté par radar, un assistant de vision nocturne intelligent avec détection des piétons, un système d'éclairage intelligent avec assistant de feux de route adaptatif, et avec reconnaissance des panneaux de signalisation, une alerte de franchissement involontaire de ligne, un assistant de changement de voie et une aide au stationnement.

## Équipement spécial
En tant qu'équipement spécial, la Type 207 propose de nombreuses nouveautés qui ont été introduites pour la première fois dans une Mercedes. D'autres extras optionnels ont été repris de la Classe S et modifiés.
Les extras optionnels généraux incluent le chauffage des sièges et la climatisation pour le conducteur et le passager avant, des sièges individuels confort à l'arrière, des sièges multicontours avec fonction de massage selon la dynamique de conduite, une finition Memory, avec laquelle les sièges avant sont réglables électriquement et ou les positions des sièges peuvent être enregistrées, toit vitré panoramique et le système de verrouillage sans clé Keyless Go ou un système d'alarme antivol avec protection contre le remorquage et surveillance intérieure.
Les équipements spéciaux suivants sont également disponibles :

### Radar de régulation de distance Distronic Plus
Le radar de régulation de distance Distronic Plus maintient la distance avec le véhicule qui précède et accélère indépendamment si la distance augmente. Une nouveauté de ce système est que le véhicule peut être freiné jusqu'à l'arrêt si nécessaire. Il sert également à prévenir les accidents ou à réduire la gravité des accidents en freinant le véhicule si une collision est imminente ou inévitable. La fonction de freinage d'urgence automatique est conçue de telle manière que 1,6 seconde avant une collision inévitable, le véhicule décélère avec 40 % de la force de freinage et le conducteur est averti acoustiquement et visuellement, 0,6 seconde avant cela, les freins sont appliqués avec une décélération maximale.

### Aide au stationnement
Le Parktronic, qui comprend l'aide au stationnement, facilite le stationnement en indiquant clairement les distances de manière acoustique et au moyen d'affichages LED à l'intérieur. Le guide de stationnement fournit des informations sur le combiné d'instrumentation sur la rotation nécessaire du volant, l'angle de braquage et les points de virage lors du stationnement.

### Finition Fahrdynamik
(de série sur la E 500)
Avec la finition Fahrdynamik, vous pouvez passer du mode confort classique (disponible de série) à un mode sport. Cela rend l'amortissement plus ferme et la réponse du moteur plus directe; les temps de passage de vitesses sont plus courts avec la transmission automatique optionnelle. Il y a un bouton sur la console centrale pour basculer entre les deux modes.

### Climatisation Thermotronic
Par rapport à la climatisation Thermatic standard, la climatisation automatique confort Thermotronic offre une division en trois zones, deux zones à l'avant et une zone à l'arrière. Pour la première fois, trois styles de climat différents peuvent être sélectionnés. Le mode Diffuse assure une faible vitesse d'air avec une distribution d'air sur une grande surface en même temps. Le mode Medium offre un réglage moyen et avec le mode Focus, de grandes quantités d'air circulent directement à travers les sorties d'air dans la zone médiane.
Le système fonctionne de manière entièrement automatique, soutenu par de nombreux capteurs. Deux d'entre eux surveillent la température intérieure, quatre la température de l'air sortant des buses de ventilation et un enregistre l'intensité et la direction des rayons du soleil. Il existe également un capteur de point de rosée et de gaz nocifs, qui active automatiquement la recirculation de l'air si les concentrations de monoxyde de carbone et d'oxyde d'azote sont trop élevées, par exemple lors de trajets longs dans un tunnel.
Il y a deux commandes de contrôle, une sur la console centrale et une autre pour la zone arrière sur la partie arrière de la doublure du tunnel de transmission. Les deux affichent via des diode électroluminescente organique (OLED) les réglages sélectionnés, qui peuvent être effectués à l'aide de palettes.
L'air est distribué par dix moteurs électriques et 20 bouches d'aération. La puissance de chauffage a augmenté de 10% par rapport au modèle précédent à 11 kW. Les modèles à moteurs diesel et les modèles à moteurs quatre cylindres à injection directe d'essence disposent d'un échangeur de chaleur à six éléments chauffants, car leur rendement thermique élevé signifie qu'ils ne fournissent pas suffisamment de chaleur lorsque la température extérieure est basse. Les performances du compresseur de climatisation, qui fonctionne désormais en continu, ont augmenté de 5 % pour atteindre plus de 8 kW.

### Finition d'éclairage
La finition d'éclairage comprend initialement le deuxième niveau de l'Intelligent Light System avec des phares bi-xénon avec fonction d'éclairage de virage et des feux de jour à LED; les feux antibrouillard dans le tablier avant sont alors omis.
La finition comprend également l'assistant de feux de route adaptatif, dans lequel les feux de croisement - contrôlé par une caméra - sont réglés automatiquement et en continu de sorte que le cône de lumière se termine sous les feux arrière du véhicule devant vous ou soit atténué en cas de trafic venant en sens inverse. Une portée maximale de 300 mètres est possible avec les feux de croisement. Lorsqu'aucun autre véhicule n'est présent, le système atténue les feux de route en continu et avec une transition en douceur. Il n'y a pas de changement de lumière brusque pour le conducteur - les yeux du conducteur peuvent ainsi s'adapter facilement aux différents éclairages.

### MercedesSport
Depuis mi-2010, la finition MercedesSport est disponible en option pour le coupé et le cabriolet. Contrairement aux modèles sport conventionnels, aucun remplacement de pièces d'origine n'est effectué, dans le cadre du soi-disant « principe de complément ». Au lieu de cela, les pièces individuelles sont ajoutées à la carrosserie existante. Il y a le choix pour les spoilers avant, les jupes latérales, l'arrière, le panneau du tablier arrière avec un look diffuseur, les couvercles pour les phares antibrouillard et les jantes de 18 pouces en alliage bicolore. La suspension sport avec des amortisseurs plus fermes abaisse la voiture jusqu'à 15 millimètres. Il existe également un système de freinage sport avec disques de frein perforés. Un volant sport à quatre branches, des pédales en acier inoxydable, des seuils de porte en acier inoxydable éclairés et des tapis de sol spéciaux sont disponibles pour l'intérieur.
La nouvelle finition a été présentée au Salon international de l'automobile de Genève en 2010.

### Systèmes multimédias
Depuis fin 2010, il est possible d'étendre le système CD Audio 20 avec le système Navigation 20, créant un centre de navigation avec des connexions de divertissement et des écrans tels que le Reality View Pro.
Initialement le système de navigation le plus simple, l'Audio 50 APS est un système de divertissement avec navigation DVD et affichage de carte 2D. Le système Comand APS dispose d'un affichage cartographique 3D et d'un stockage sur disque dur, dont une partie peut également être utilisée pour vos propres fichiers MP3. À partir de juillet 2011, le Comand APS, qui est soumis à un supplément, a été remplacé par le COMAND Online NTG 4.5. Avec cela, les fonctions Internet étaient possibles et il y avait aussi la possibilité d'importer les données du détecteur de radars en tant que points d'intérêt dans le système de navigation via une carte SD (avec le NTG 4.5, seul un avertissement visuel était possible, pas acoustique). Les systèmes peuvent être étendus pour inclure le système de son surround Harman Kardon Logic 7 avec 14 haut-parleurs et 600 watts de puissance.

### Sièges
Les sièges standard peuvent être améliorés avec de nombreuses extensions. Dans le cas des sièges avant activement ventilés, quatre ventilateurs dans le coussin du siège et le dossier aspirent l'air frais sous le siège et le distribuent sous la surface du siège. Le siège multi-contour introduit dans le modèle précédent a été techniquement amélioré. Les traversins latéraux peuvent désormais être ajustés de neuf centimètres au total, contre seulement cinq centimètres auparavant. Pour la première fois, un coussin d'air à l'avant augmente la profondeur d'assise jusqu'à cinq centimètres.
Le siège multi-contours actif est une extension du siège multi-contours. Les valves piézo-électriques sur les chambres à air modifient le volume des chambres à air en fonction de l'angle du volant, de la vitesse de conduite et de l'accélération latérale, ce qui assure un meilleur soutien latéral. Ce siège comprend également une fonction de massage dans le dossier, qui se compose de sept chambres à air.

### Finition Spur
La finition Spur propose l'assistance au maintien dans la voie et l'assistance aux angles morts. Les marquages au sol sont reconnus par une caméra derrière le pare-brise; si vous quittez involontairement votre voie, un avertissement est déclenché par une vibration du volant. Avec l'assistance aux angles morts, des capteurs radar surveillent la zone latérale derrière le véhicule. Si un autre véhicule est détecté dans la zone de l'angle mort, une LED rouge s'allume dans le rétroviseur extérieur correspondant. Si le conducteur commence à changer de voie, un avertissement sonore est émis.

### Reconnaissance des panneaux de signalisation
Le système utilise une caméra pour reconnaître les panneaux de limitation de vitesse et les affiche sur le combiné d'instrumentations.

## Récompenses
Le 15 mai 2009, Auto Bild a annoncé les résultats des AUTO BILD Design Awards, au cours desquels 100 000 personnes ont voté. La Classe E coupé a remporté la première place dans la catégorie «Coupés et cabriolets» avec 24,9 % des suffrages.
Le 12 février 2010, toute la famille Classe E a reçu le prix Good Design du Chicago Athenaeum - Museum of Architecture. « Il s'agit du prix le plus ancien récompensant un produit au design exceptionnel » et il est décerné depuis 60 ans.

## Inventaire en Allemagne
En Allemagne, le stock de Mercedes-Benz Classe E coupé et cabriolet est répertorié selon la Kraftfahrt-Bundesamt (KBA). La KBA classe le coupé dans le segment des voitures de sport.
| Année           | 2009  | 2010   | 2011   | 2012  | 2013  | 2014  | 2015  | 2016  | 2017  |
| --------------- | ----- | ------ | ------ | ----- | ----- | ----- | ----- | ----- | ----- |
| Nombre          | 2 646 | 13 298 | 11 410 | 8 538 | 8 230 | 7 234 | 5 289 | 3 541 | 5 599 |
| Dont cabriolets | —     | —      | —      | —     | 4 750 | 4 395 | 3 330 | 2 480 | 1 700 |